# Hauteluce
Hauteluce is een gemeente in het Franse departement Savoie in de regio Auvergne-Rhône-Alpes en telt 875 inwoners (2005). De plaats maakt deel uit van het arrondissement Albertville.

## Geschiedenis
Hauteluce maakte deel uit van het kanton Beaufort tot dit op 22 maart 2025 werd opgeheven en de gemeenten werden opgenomen in het kanton Ugine.

## Geografie
Op het grondgebied van de gemeente zijn meerdere wintersportgebieden: Hauteluce Val Joly, dat deel uitmaakt van Evasion Mont Blanc en Les Saisies, dat deel uitmaakt van Espace Diamant.
De oppervlakte van Hauteluce bedraagt 63,1 km², de bevolkingsdichtheid is 13,9 inwoners per km².
De onderstaande kaart toont de ligging van Hauteluce met de belangrijkste infrastructuur en aangrenzende gemeenten.

## Demografie
Onderstaande figuur toont het verloop van het inwonertal.

## Afbeeldingen

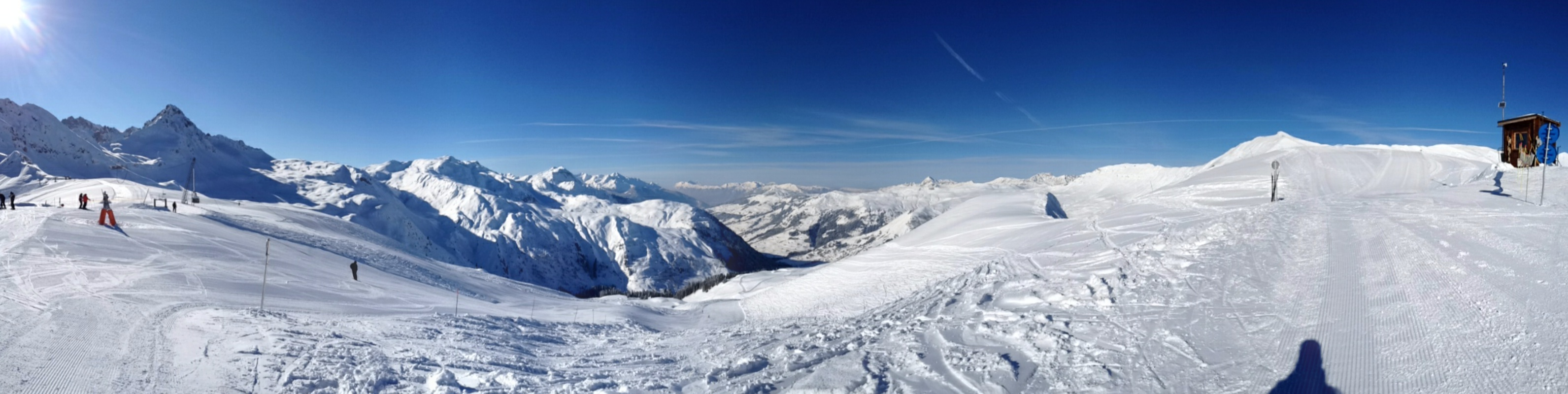
Panorama van Hauteluce, vanaf de Col du Joly
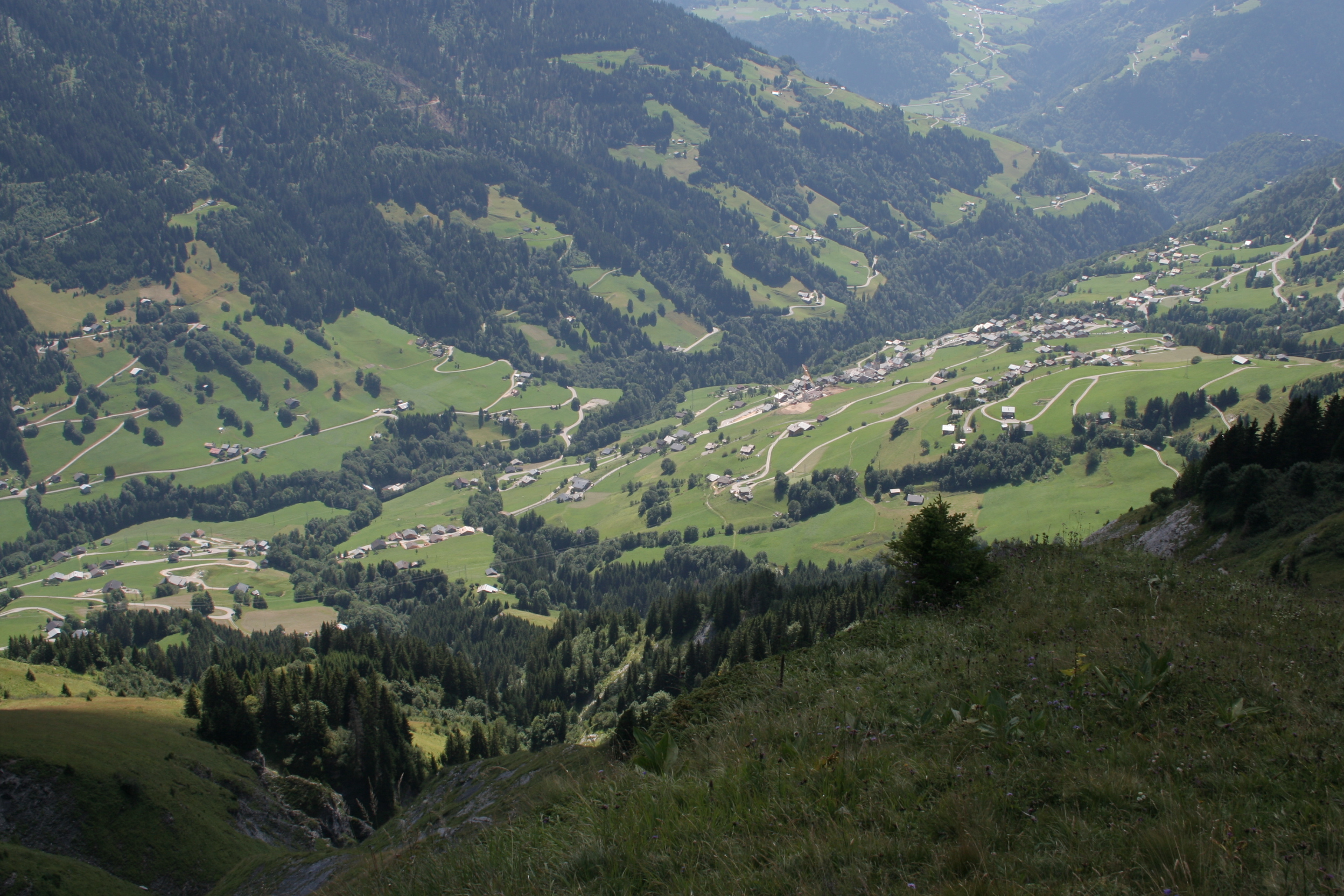
Gezicht op Hauteluce vanaf Mont Clocher
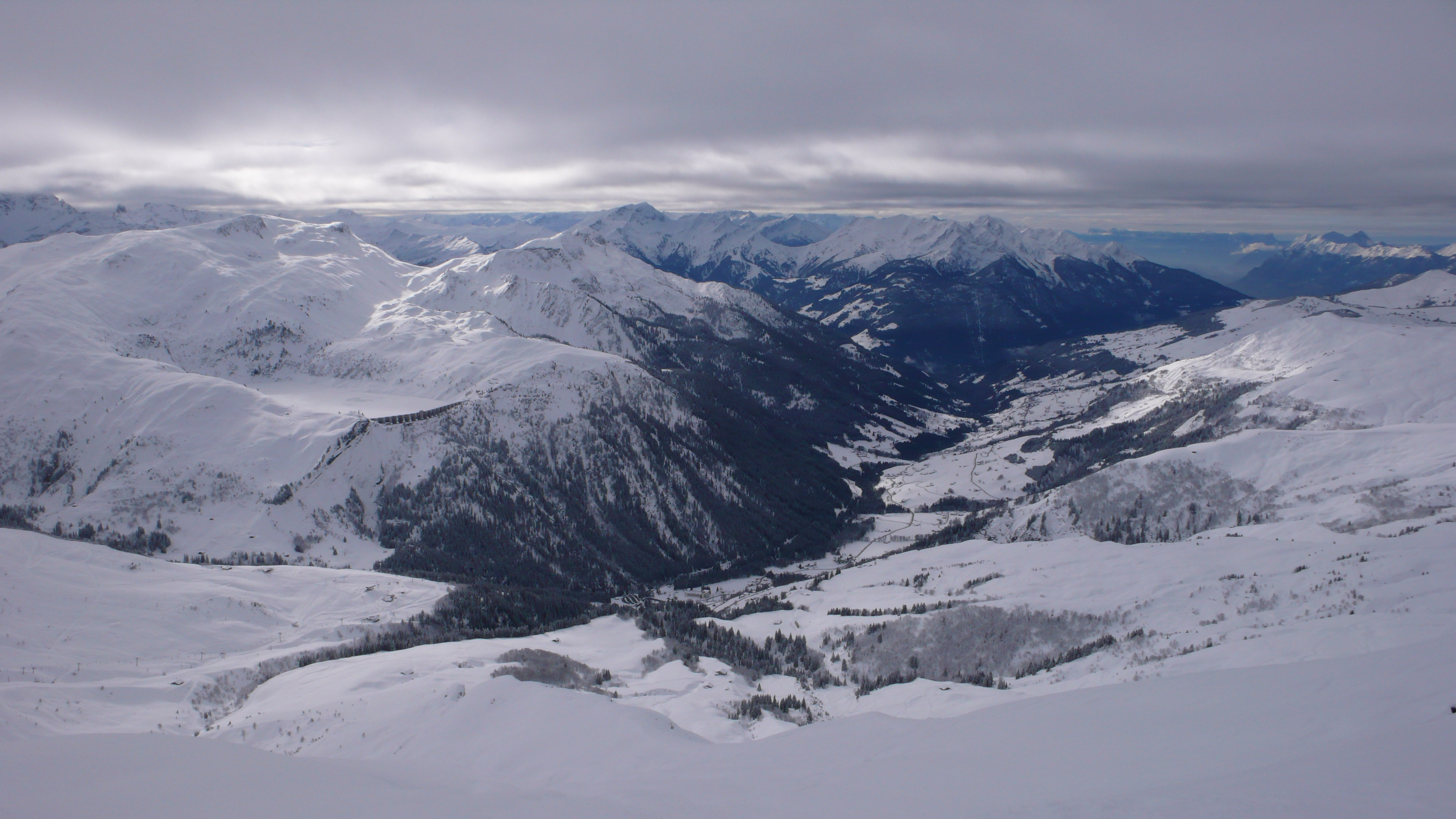
Vallei van Hauteluce